# Trauermusik
Trauermusik es una suite para viola y orquesta de cuerdas escrita por Paul Hindemith el 21 de enero de 1936, compuesta en un breve periodo de tiempo en memoria del rey Jorge V del Reino Unido, quien murió la noche anterior. El título significa «Música de luto» o «Música de funeral», sin embargo, la obra es conocida por su título en alemán.

## Antecedentes
El 19 de enero de 1936, Paul Hindemith viajó a Londres, con la intención de interpretar su concierto para viola Der Schwanendreher, con Adrian Boult y la Orquesta Sinfónica de la BBC en el Queen's Hall el 22 de enero. Iba a ser el estreno británico de la obra.
Sin embargo, el rey Jorge V murió antes de la medianoche del 20 de enero. El concierto fue cancelado, pero Boult y el productor musical de la BBC, Edward Clark, querían que Hindemith participara en cualquier música que fuera transmitida en su lugar. Debatieron durante horas, sobre la que podría ser la pieza adecuada, pero no pudieron concluir nada, así que se decidió que Hindemith escribiera algo nuevo. Al día siguiente, de 11:00 a 17:00, Hindemith se instaló en una oficina que la BBC puso a su disposición y escribió Trauermusik en homenaje al difunto rey. Fue escrita para viola y orquesta de cuerdas (Der Schwanendreher empleaba un complemento mayor que incluía instrumentos de viento). Trauermusik se transmitió esa noche en vivo desde un estudio de radio de la BBC, con la dirección de Boult y el compositor como solista.

## La música
Trauermusik consta de cuatro movimientos muy cortos. El primer movimiento está marcado Langsam. El segundo movimiento, Ruhig bewegt, es de menos de un minuto de duración y el tercero solo es ligeramente más largo. El último movimiento es el corazón de la obra y en él, Hindemith cita el coro «Vor deinen Thron Tret ich hiermit» («Aquí estoy ante tu trono»), conocida en Alemania mediante la armonización de Johann Sebastian Bach. Hindemith lo desconocía en ese momento, pero Inglaterra estaba muy familiarizada con la melodía, conocida como el «Old 100th», y con las palabras «All creatures that on Earth do dwell» («Todas las criaturas que en la tierra habitan»).